# Lawrence Sperry
Pour les articles homonymes, voir Sperry.
Lawrence Burst Sperry né le 21 décembre 1892 à Chicago et mort le 13 décembre 1923, est un pionnier de l'aviation. Il est l'inventeur du pilotage automatique et de l'horizon artificiel. Il meurt en tentant la traversée de la Manche.

## Biographie
Il est le troisième fils du co-inventeur du gyrocompas, Elmer Ambrose Sperry , et de sa femme Zula Augusta Goodman.  Sperry invente le premier pilote automatique, dont il fait une démonstration avec succès en France en 1914. Sperry est également crédité d'avoir développé l'horizon artificiel encore utilisé sur la plupart des avions au début du 21e siècle. 
En 1918, il épouse l'actrice de cinéma Winifred Allen, et Flying Magazine rapporte qu'ils sont « le premier couple à prendre une lune de miel aérienne » après avoir volé d' Amityville à Governors Island. 
Le 13 décembre 1923, Lawrence Sperry décolle dans le brouillard à bord d'un Verville-Sperry M-1 Messenger du Royaume-Uni à destination de la France mais n'atteint jamais sa destination. Son corps a été retrouvé dans la Manche le 11 janvier 1924.

## Mile high club
Il serait à l'origine, avec Dorothy Rice Sims, du Mile high club (en). En effet, ils auraient eu les premiers rapports sexuels en vol, provoquant un amerrissage forcé, pendant le test du pilote automatique équipant un Curtiss Flying Boat près de New York en novembre 1916. Lawrence Sperry justifie l'incident en déclarant :  

« Eh bien, Mme Peirce et moi n'avons pas eu ce que vous pourriez qualifier d'un véritable accident. Ce n'était qu'un accident banal. Nous avons décidé d'atterrir sur l'eau et nous sommes descendus parfaitement d'une hauteur de 600 pieds et nous aurions fait un atterrissage parfait si la coque de notre machine n'avait pas heurté l'un des pieux qui parsèment l'eau, ce qui y a creusé un trou. »

## Distinctions
En 1979, Lawrence Sperry est intronisé au International Air & Space Hall of Fame du San Diego Air & Space Museum puis, en 1992, au Naval Aviation Hall of Honor du National Naval. 

## Gagnants du prix Sperry
- 1938  : Russell C.Newhouse